# Podgardle (mięso)

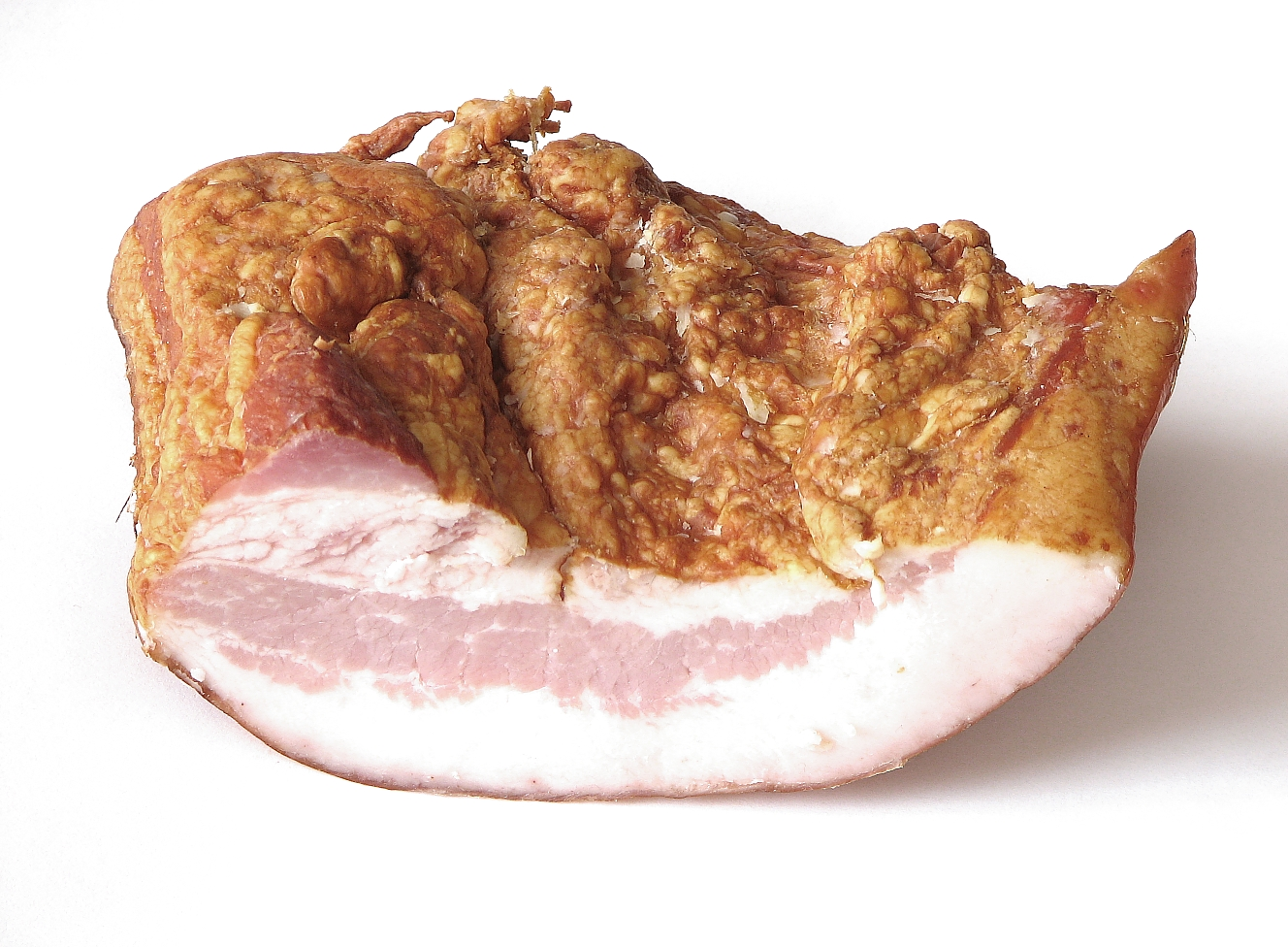
Podgardle

Podgardle wieprzowe – tłuszczowo-mięśniowa część tuszy wieprzowej z szyi. Odcięte od dołu po linii podziału tuszy, od przodu po linii odcięcia głowy, od tyłu i od góry po linii odcięcia karkówki.
Element handlowy bez kości pozyskiwany z tuszy wieprzowej, schłodzony lub zamrożony. Powierzchnia powinna być czysta nie zakrwawiona, bez przekrwień, rozmiażdżonych kości. Nie dopuszcza się oślizgłości, nalotu pleśni, natomiast części rozmrożone mogą być wilgotne.
Barwa mięśni powinna być jasnoróżowa do czerwonej – dopuszcza się zmatowienia. Barwa tłuszczu powinna być biała z odcieniem kremowym lub lekko różowym, w przypadku mięsa i tłuszczu mrożonego dopuszcza się nieznaczne zszarzanie barwy na powierzchni. 
Mięso powinno mieć zapach swoisty charakterystyczny dla mięsa świeżego, bez oznak zaparzenia i rozpoczynającego się psucia, niedopuszczalny jest zapach płciowy (zapach charakterystyczny dla niewykastrowanych knurów).